# Chris Abani
Chris Abani, all'anagrafe Christopher Abani (Afikpo, 27 dicembre 1966), è uno scrittore e poeta nigeriano.

## Biografia
Nasce ad Afikpo, nello stato di Ebonyi (Nigeria), il 27 dicembre 1966 da padre nigeriano di etnia igbo e da madre inglese.
Ha esordito giovanissimo, all'età di 16 anni, con il romanzo Masters of the Board, un thriller politico incentrato sulle disavventure di un gruppo di giovani nigeriani di tendenza neo-nazista, che ha riscosso un discreto successo, tanto che la critica è arrivata a definire l'opera come "la risposta africana a Frederick Forsyth". Il governo nigeriano ha però ravvisato nel romanzo una velata critica al proprio operato ed ha accusato l'autore condannandolo a sei mesi di carcere all'età di diciotto anni, nel 1985.
Abani decise di rappresentare l'esperienza della prigione a teatro, in un guerrilla theatre, che in Europa fu particolarmente ricco e popolare negli anni sessanta per lo stile contestatore e, a volte, filo-comunista o anarchico. Per questo fu nuovamente imprigionato, questa volta a Kiri Kiri. Appena rilasciato, fu arrestato per la terza volta per un'altra sua opera: Song of a Broken Flu. Fu costretto nella prigione Kalakuta, dove venne tenuto in isolamento e condannato al plotone di esecuzione, ma fu graziato ed esiliato nel 1991 a Londra.
Nel 1999 decise di emigrare negli Stati Uniti d'America, dove tutt'oggi vive. Professore presso l'Università della California - Riverside, vincitore con Peter Minshall (Trinidad e Tobago) e Duong Thu Huong (Vietnam) del Prince Claus Awards nel 2001, del Lannan Literary Awards nel 2003 e del Premio PEN/Hemingway della Hemingway Foundation nel 2004 (per citare i più prestigiosi) e, infine, è stato selezionato tra i finalisti dell'International IMPAC Dublin Literary Award nel 2006. Una parte della sua opera è disponibile online, sul giornale Blackbird (Uccello nero).

## Opere

### Romanzi
- Masters of the Board (Delta, 1985)
- The Virgin of Flames (Penguin, 2007)
- GraceLand (FSG, 2004/Picador 2005), finalista al International IMPAC Dublin Literary Award 2006

### Racconti
- Becoming Abigail (Akashic, 2006)
- Song For Night (Akashic, 2007)

### Raccolte di poesie
- Kalakuta Republic (Saqi, 2001)
- Daphne's Lot (Red Hen, 2003)
- Dog Woman (Red Hen, 2004)
- Hands Washing Water (Copper Canyon, 2006)